# Predrag Ocokoljić
Predrag Ocokoljić (in serbo Предраг Оцокољић?; Belgrado, 29 luglio 1977) è un ex calciatore serbo, di ruolo difensore.

## Carriera

### Club
Dopo aver giocato in vari club, approda nel 2008 all'Anorthōsis.

### Nazionale
Ha collezionato 2 presenza nella Nazionale serba-montenegrina.

## Palmarès

### Club

#### Competizioni nazionali
- Campionato cipriota: 1

Anorthosis: 2007-2008